# Estação Padre Cícero
A Estação Padre Cícero é uma estação de metrô localizada na Avenida José Bastos, no bairro Damas, em Fortaleza, Brasil. Faz parte da Linha 1–Vermelha (Linha Sul) do Metrô de Fortaleza, administrado pela Companhia Cearense de Transportes Metropolitanos (Metrofor).
Foi a 20ª e última estação na Linha Sul do Metrô de Fortaleza a ser entregue, iniciando suas operações em 30 de dezembro de 2022, sendo um importante acesso dos moradores da região para o Centro e outros bairros da capital, bem como para a Região Metropolitana.

## Histórico

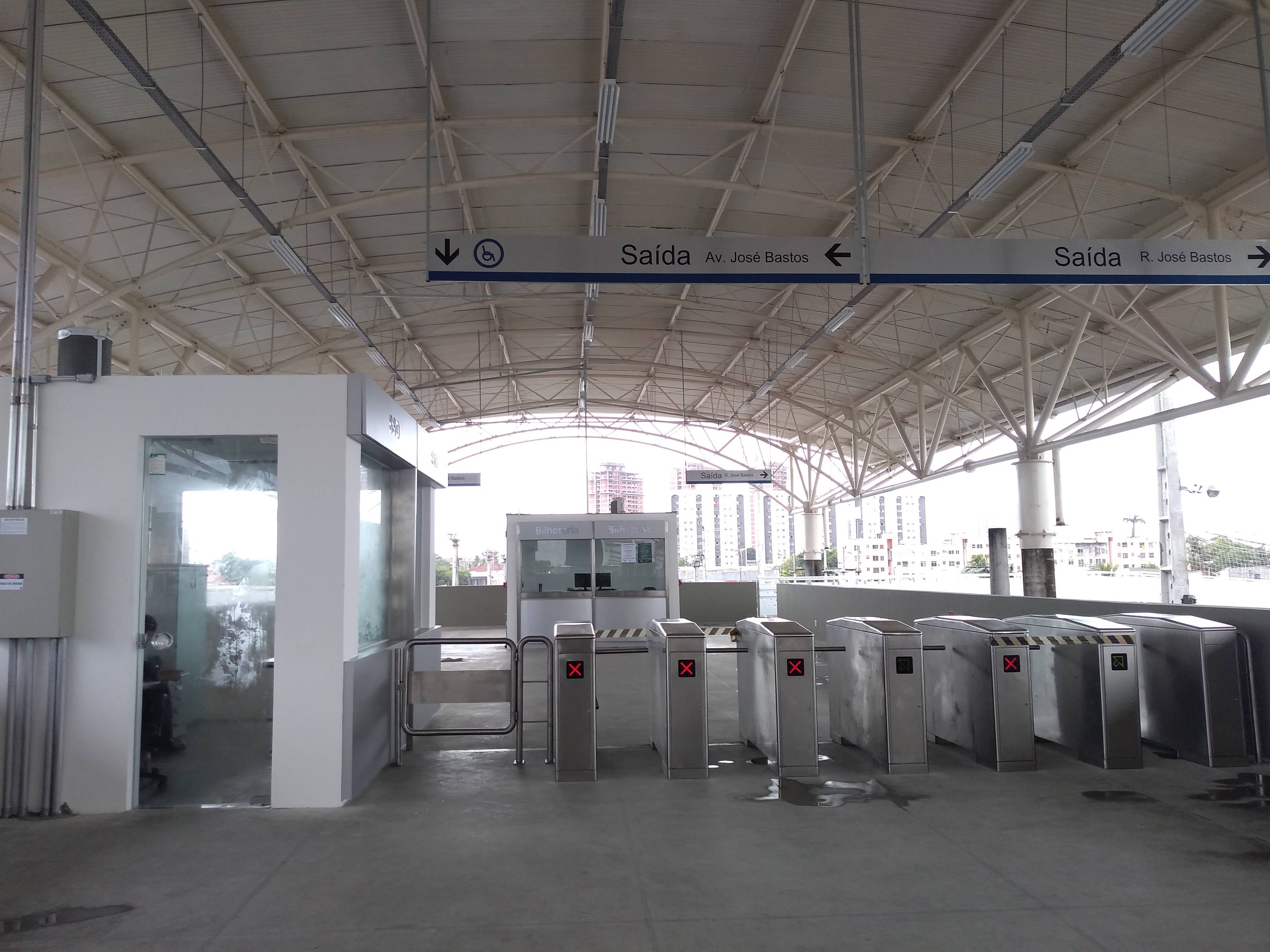
Nível dos bloqueios da estação Padre Cícero.

A estação foi adicionada juntamente com a estação Juscelino Kubitschek no projeto da Linha Sul do metrô, como parte do pacote de obras para a Copa do Mundo FIFA de 2014. 
Durante uma licitação realizada no dia 18 de janeiro de 2018, oito empresas apresentaram propostas para a conclusão das obras da estação e construção de equipamentos de lazer ao lado da estação Juscelino Kubitschek, foram feitas avaliações quanto às condições técnicas que cada empresa possui para a execução dos projetos.

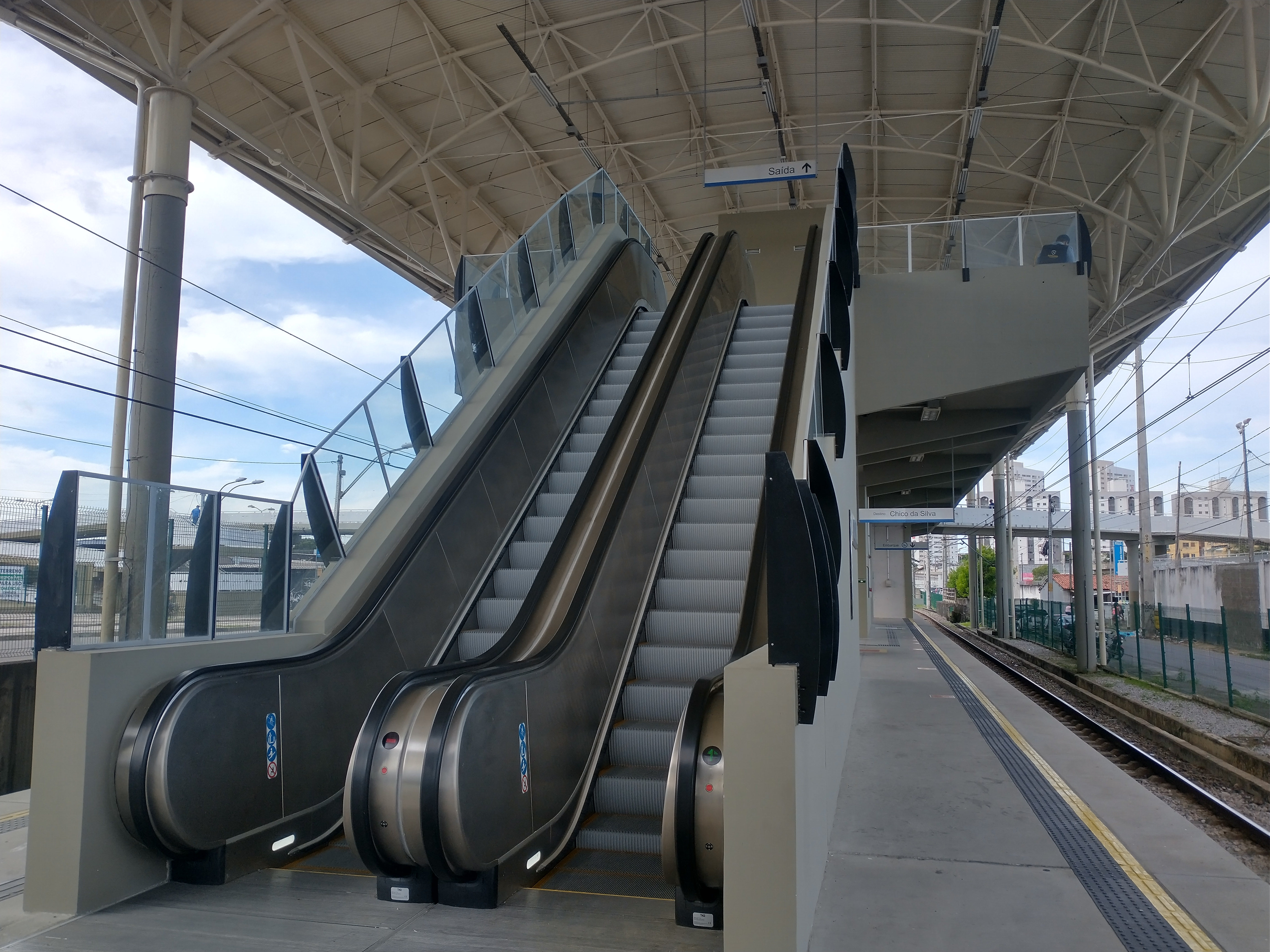
Escadas rolantes que ligam a plataforma ao mezanino da estação.

No dia 8 de fevereiro de 2018, foi assinada a ordem de serviço para a retomada das obras da estação Padre Cícero. O consórcio IGC & JMV Empreendimentos, vencedor da licitação, teve um prazo estipulado de 12 meses para concluir o equipamento, prazo esse que não foi cumprido. Dentro do mesmo prazo, o consórcio construiu equipamentos de lazer no terreno ao lado da Estação Juscelino Kubitschek, inaugurada em maio de 2017.
Durante a fase final de obras, foi necessário realizar interdições parciais na Avenida José Bastos, no quarteirão entre as ruas Padre Cícero e Porfírio Sampaio, na altura do Campo do Ceará, sentido sertão-praia. A interdição parcial ocorreu nos finais de semana de Setembro de 2019 (07/09, 08/09, 14/09 e 15/09) para viabilizar a instalação da cobertura metálica da estação. A obra foi realizada pela Cia Cearense de Transportes Metropolitanos, vinculada à Secretaria da Infraestrutura do Ceará.
Em Dezembro de 2019, a estação iniciou suas operações, restando a instalação do elevador. Esse seria o motivo pelo qual a estação foi aberta sem inauguração por porte do Governo ou alarde da imprensa local.

## Características
Estação de Superfície, com plataforma central, e estruturas em concreto aparente, além de possuir elevador para pessoas portadoras de deficiência. 
A estação Padre Cícero é uma das três estações de superfície da Linha juntamente com as estações Raquel de Queiroz e Carlito Benevides a conter passarelas laterais, criando acessos para a estação nos dois lados da via férrea. Com isso, os pedestres que estão na Rua José Bastos ou na Avenida José Bastos tem passagem para a estação. As duas passarelas são integradas e funcionam como travessia sobre os trilhos e Avenida José Bastos.